# 사오웨이강
샤오웨이강(중국어 간체자: 邵炜刚, 정체자: 邵煒剛, 1973년 2월 21일 상하이시 ~ )은 중국의 바둑 기사이다.

## 약력
- 1989년 제4회 전국위기전 우승
- 1992년 전국개인전 우승
- 1995년 제2회 신인왕전 우승
- 1997년 NEC배 우승, 제3기 우정배 우승, 8단 승단
- 1999년 9단 승단